# Emanoil Băleanu
Emanoil Băleanu (né en 1794 et mort en 1862) est un homme politique roumain, membre du second Căimăcămia de trei qui dirige la principauté de Valachie de 1858 à 1859.

## Famille
Emanoil Băleanu est le fils du logofăt Grigore Băleanu et de  Mariei, fille de Manolache Brâncoveanu qui revendique descendre du prince Constantin Brâncoveanu. Il fait ses études dans une école grecque de Bucarest 
puis à Vienne et à Paris (1812-1818) et enfin en Allemagne (1822-1826). Il épouse en 1819 Ecaterina (1798 - 1820), fille ainée du prince Alexandre Șuțu qui lui décerne le titre de grand gouverneur de Targoviste, ce qui provoque une émeute dans la cité. Après la mort de sa femme et l'entrée des Turcs dans le pays en mai 1821, il se réfugie à Brasov. Il demeure un adversaire du prince Grigore IV Ghica et organise avec les boyards Văcăreşti des sociétés secrètes nationalistes roumaines.

## Carrière politique
Revenu chez lui en 1826, il est requis par le comte russe Minciaki pour participer au comité de rédaction du la loi  constitutionnelle du pays et de mettre en place  un recensement roumain, comme chancelier et noble « Classe I »  (1829). Membre de la Commission mixte chargée de rédiger le code de loi de la principauté (1829-1830). Président adjoint de l'Assemblée nationale (1836-1841), il forme avec Ion Campineanu, Ion C. Ruset et Grigore Cantacuzino le « Parti national » qui s'oppose au prince Alexandre II Ghica et lutte contre l'intervention régulière des Russes. En 1829, il devient membre du Divan princier. Collaborateur du colonel Ion Câmpineanu, commandant de l'armée valaque comme Mare Hetman (1831). Après son exil, Emanoil Baleanu est réélu à l'assemblée en décembre 1841 et prétend en vain au trône en décembre 1842 contre Georges III Bibesco qui l'appelle comme secrétaire d'État (1843).  Ministre de la Justice (1850-1855). En 1854, il est nommé ministre de l'Intérieur en 1856 (marele vornic). En 1858, pendant la guerre de Crimée et la fin du protectorat russe avec Ioan Manu et Ioan Al. Filipescu, dans le  cadre du caïmacam de trois, il administre la Valachie entre octobre 1858 et janvier 1859 jusqu'à l'élection comme prince de Alexandru Ioan Cuza le 24 janvier 1859. Il soutient avec Ioan Manu, la candidature au trône de l'ancien prince George Bibesco, contre Alexandre Jean Cuza. Président de la Haute Chambre en 1859, il se retire de la vie publique et il meurt oublié au milieu de sa famille. Il laisse le souvenir d'un protecteur du théâtre roumain.